# Grotrian-Steinweg
Grotrian-Steinweg was een in Braunschweig (Brunswijk), Duitsland (deelstaat Nedersaksen), gevestigde pianofabriek.

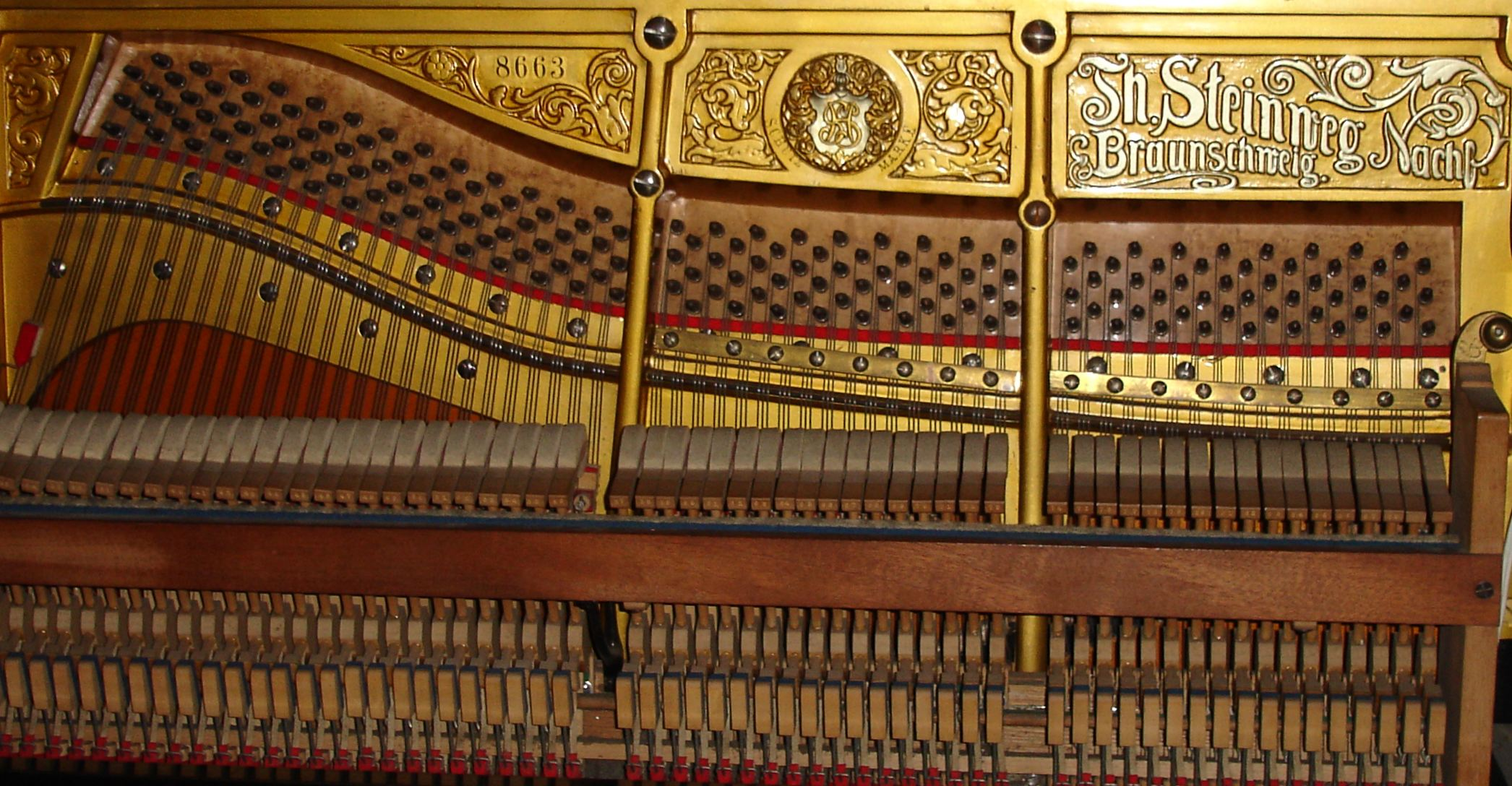
"Th. Steinweg Nachf. Braunschweig" bouwjaar 1894

Theodor Steinweg nam in 1851 de pianofabriek over van zijn vader Heinrich Steinweg in Seesen, toen deze emigreerde naar de Verenigde Staten. Hij verplaatste daarna het bedrijf naar Wolfenbüttel.
Op 7 oktober 1858 trad Friedrich Grotrian bij als deelnemer in het bedrijf, nadat hij uit Moskou was teruggekeerd, waar hij als muziekhandelaar actief geweest was. De firma werd in 1858 naar de huidige vestigingsplaats verplaatst.
Als stamhuis werd een patriciërshuis gekocht aan de Bohlweg in Braunschweig op nummer 48. Hier werkten 25 medewerkers. Theodor Steinweg verkocht in 1865 zijn aandelen aan Wilhelm Grotrian en twee medewerkers, A. Helfferich en H.O.W. Schulz en volgde zijn familie naar New York. De firma heette voortaan C. F. Th. Steinweg Nachf., en de tegenwoordig nog bestaande firmanaam werd in 1869 ingevoerd: Grotrian, Helfferich, Schulz, Th. Steinweg Nachf. In de loop van de jaren werd de fabriek hofleverancier van meer dan dertig keizers-, konings- en vorstenhuizen. Vanwege een strijd met de familie Steinway nam men later de familienaam Grotrian-Steinweg aan.
In verband met de Aziatische pianocrisis heeft het bedrijf op 12 september 2024 zijn faillissement aangevraagd.